# Marchesato di Castel Goffredo
Il Marchesato di Castel Goffredo fu feudo di uno dei rami cadetti della famiglia Gonzaga, i Gonzaga di Castel Goffredo, Castiglione e Solferino. Esso si formò nel XV secolo quando a governarlo venne chiamato il marchese Alessandro Gonzaga, erede di Gianfrancesco del ramo principale di Mantova e terminò nel XVII secolo con l'uccisione di Rodolfo Gonzaga. Quindi nel 1602 venne inglobato nel Ducato di Mantova dal quarto duca Vincenzo I. Nel XVI secolo Castel Goffredo divenne sede del marchesato con Aloisio Gonzaga, capostipite dei Gonzaga di Castel Goffredo.

## Storia

### Le origini

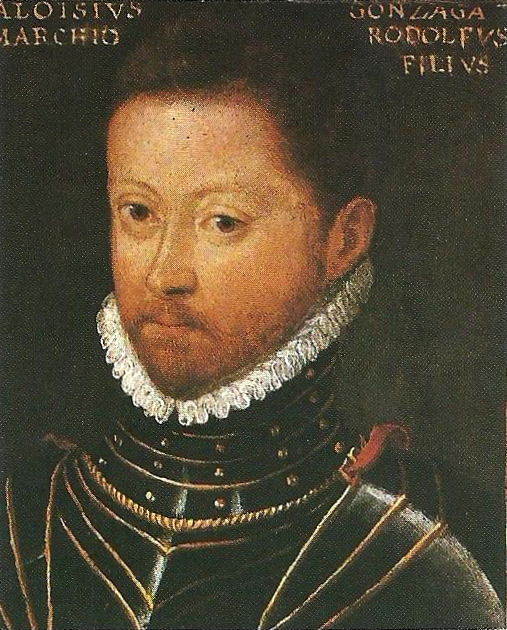
Ritratto di Aloisio Gonzaga, marchese di Castel Goffredo

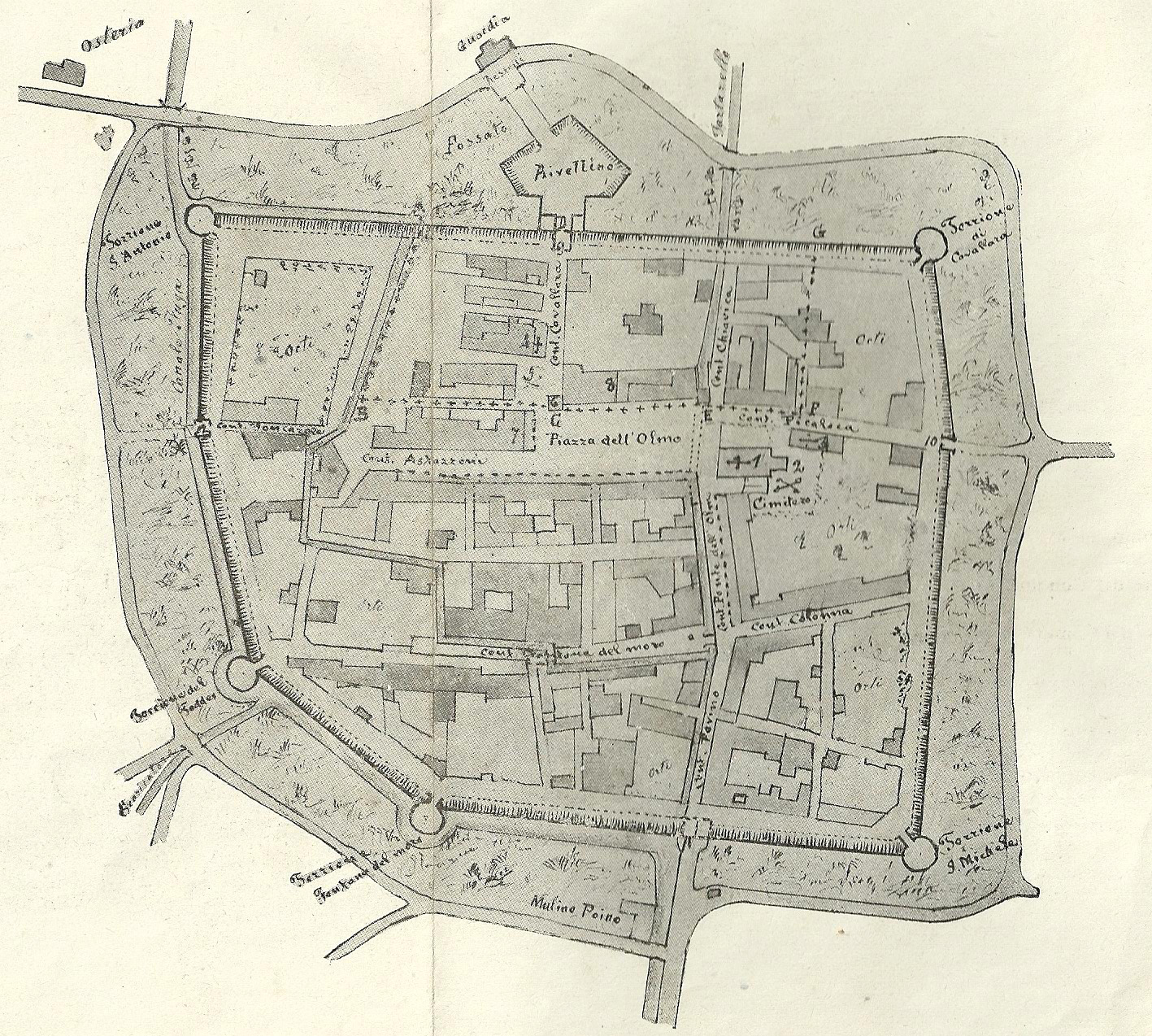
Mappa di Castel Goffredo nel Cinquecento

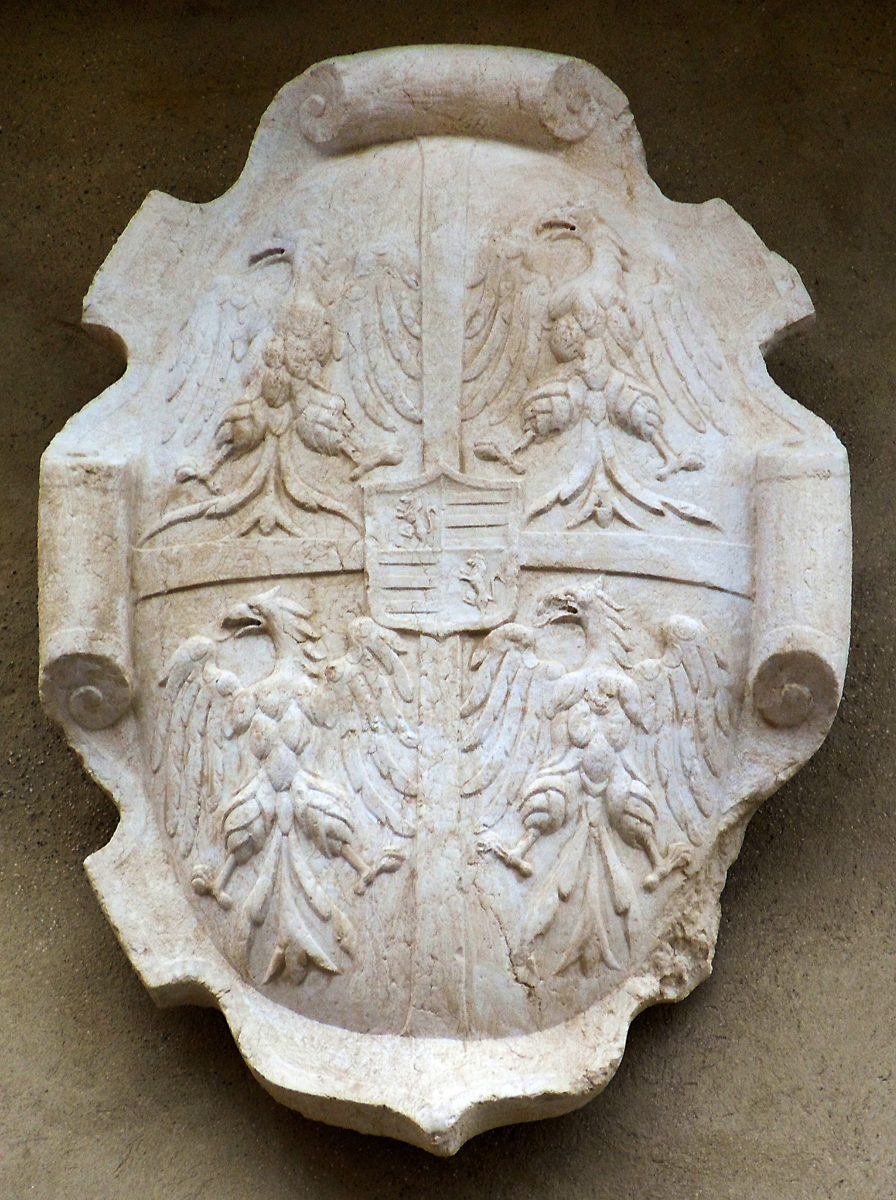
Stemma in marmo con l'arma dei Gonzaga posto sulla torre civica di Castel Goffredo (XVI secolo)

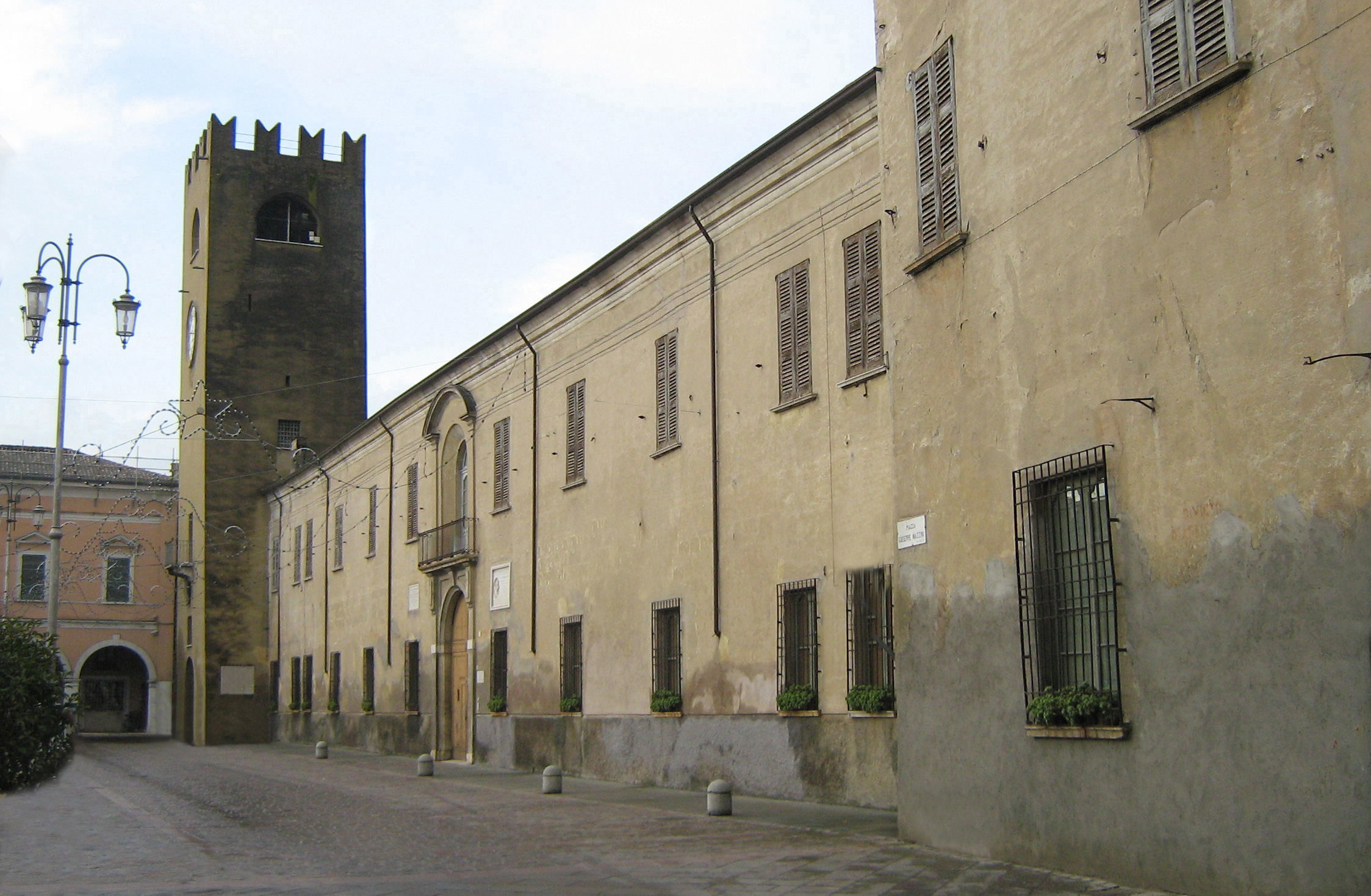
Castel Goffredo, Palazzo Gonzaga-Acerbi, corte del marchese Aloisio Gonzaga

Il feudo imperiale di Castel Goffredo si formò già come entità autonoma e distinta da Mantova nel XV secolo, quando a governarlo venne chiamato il marchese Alessandro Gonzaga, che ricevette queste terre e quelle di Medole, Castiglione, Ostiano, Canneto, Redondesco, Guidizzolo, Solferino e Mariana alla morte del padre Gianfrancesco, primo marchese di Mantova. Il territorio faceva parte del "Mantovano nuovo", cioè acquisito con la pace di Cremona del 1441, ed era caratterizzato dal godimento di facilitazioni e autonomia amministrativa e giudiziaria, onde comprarsene la fedeltà scoraggiando ogni desiderio di tornare nel contado di Brescia e quindi sotto Venezia. Alessandro, che ottenne l'investitura imperiale da Federico III nel 1451, qui non risiedette mai, lasciando il governo della città al vicario, ma nel 1460 provvide a rafforzare le mura del castello costruendo il rivellino. Tra il 1450 ed il 1456 promulgò un codice legislativo, gli Statuti Alessandrini, che rimasero alla base della vita del suo feudo fino al 1796.
Morì improvvisamente senza eredi nel 1466 lasciando le sue terre in eredità al fratello Ludovico detto il Turco, secondo marchese di Mantova. Dopo la scomparsa di questi, nel 1478, si ebbe lo smembramento dello stato gonzaghesco fra i suoi cinque figli ed ebbero origine le diverse "signorie mantovane".
A Rodolfo vennero assegnate le terre di Castiglione delle Stiviere, Castel Goffredo, Solferino, Luzzara e Poviglio. Fu ferito a morte nella battaglia di Fornovo.

### Il marchese Aloisio Gonzaga
Gli successe il figlio Aloisio sotto la tutela dello zio Francesco sino al 1511 quando divenne marchese di Castel Goffredo, Castiglione e Solferino e capostipite del ramo cadetto dei "Gonzaga di Castel Goffredo". Nel 1515 l'imperatore Massimiliano I lo investì nei suoi feudi ed Aloisio scelse Castel Goffredo come capitale del marchesato.
Alla morte di Aloisio, nel 1549, la guida del marchesato toccò al figlio primogenito Alfonso, che governò sino alla maggiore età sotto la reggenza della madre Caterina Anguissola. Alfonso Gonzaga venne assassinato per motivi ereditari a Corte Gambaredolo nel 1592 da sicari del nipote Rodolfo, che si impadronì con la forza di Castel Goffredo. Costui governò il borgo col terrore e venne a sua volta colpito a morte da un colpo di archibugio sparato da Michele Volpetti il 3 gennaio 1593 mentre si recava ad una funzione religiosa con la moglie Elena Aliprandi e la figlia Cinzia.

### Fine del marchesato
Il marchesato di Castel Goffredo passò al fratello Francesco di Castiglione che, dopo una lunga disputa presso la corte imperiale, dovette cederlo definitivamente nel 1602 a Vincenzo I, che lo inglobò nel Ducato di Mantova in cambio delle terre di Medole.

## Marchesi di Castel Goffredo
| 1444-1466 | Alessandro Gonzaga                               | (1427-1466)             |
| 1466-1478 | Ludovico II Gonzaga                              | (1412-1478)             |
| 1478-1479 | Rodolfo Gonzaga Ludovico Gonzaga (vescovo)       | (1452-1495) (1460-1511) |
| 1479-1511 | Ludovico Gonzaga (vescovo)                       | (1460-1511)             |
| 1511-1549 | Aloisio Gonzaga                                  | (1494-1549)             |
| 1565-1592 | Alfonso Gonzaga dal 1549 al 1565 fu sotto tutela | (1541-1592)             |
| 1592-1593 | Rodolfo Gonzaga                                  | (1569-1593)             |